# 동해 중부 지진
동해 중부 지진 또는 일본에서의 명칭 일본해 중부 지진(일본어: 日本海中部地震 니혼카이추부지신[*])은 1983년 5월 26일 11시 59분 57초 경에 아키타현 노시로시 서쪽 동해 해역에서 발생한 지진이다. 일본 기상청 규모 기준 규모 M7.7이다.
동해 해역에서 발생한 지진 중 당시 최대 규모의 지진으로 아키타현, 아오모리현, 야마가타현 등 동해 방면 일본 해안가에 10 m가 넘는 쓰나미가 닥쳐 피해를 입었다. 일본 내 사망자가 104명인데 이 중 100명이 쓰나미로 사망했다. 주택 3,049채가 붕괴되거나 반파되었으며, 선박 침몰 혹은 유실 706척의 피해를 입었고 총 피해액은 약 518억엔에 달한다.

## 지질학적 환경

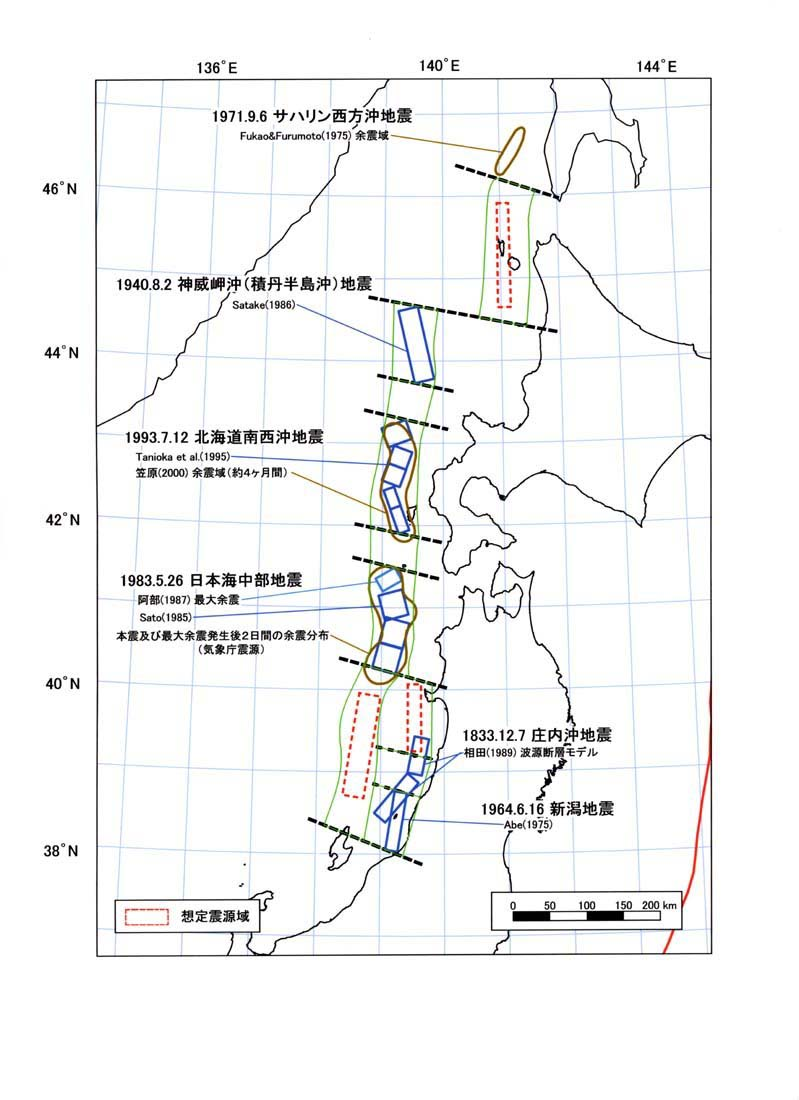
동해 동연 변동대

혼슈 서북쪽 동해 해안 지역은 일본 해구를 따라 유라시아판 아래로 태평양판이 섭입하면서 발생하는 배호분지의 열개로 형성된 동해의 동남쪽 가장자리 지역에 있다. 이 과정은 마이오세 초기에 시작되어 마이오세 중기에 끝났다. 플라이오세 말기에는 지각이 압축하는 방향으로 바뀌었는데 이는 이즈-보닌-마리아나호와 혼슈의 충돌과 관련이 있을 것으로 추정된다. 이 때문에 열개지의 단층이 역으로 활성화되면서 단층으로 형성된 분지의 반전 현상이 일어났다. 현대 일본은 태평양판, 필리핀해판, 오호츠크판, 아무르판 사이의 수렴 경계 위에 있다. 섬 배호의 동쪽과 동남쪽 해안을 따라 발생하는 태평양판과 필리핀해판의 섭입은 각각 일본 해구와 난카이 해곡에서 일어난다. 동해와 접해 있는 혼슈 서해안은 아무르판과 오호츠크판 사이 남북을 경계로 수렴 현상이 일어난다. 이를 동해 동연 변동대라고 부른다. 특히 이 변동대 경계는 동쪽으로 가라앉는 충상단층으로 구성된 초기 섭입대라고 보여진다.
동해 동연 변동대에서는 열개와 이어진 반전 현상 때문에 경계인 혼슈 서해안을 따라 규모 M6.8~7.9의 지진을 일으킬 수 있는 일련의 여러 단층이 생겨났으며, 이 단층은 많은 경우 지진과 함께 큰 쓰나미도 일으킨다. 동해 동연 변동대에서 발생한 대표적인 지진으로 1741년, 1833년, 1940년, 1964년, 1983년, 1993년의 지진이 있으나 1741년 지진은 그 발생 여부에 대해 아직 논쟁중이다.

## 지진
본진에 앞서 5월 14일 22시 49분경(M5), 5월 22일 4시 52분경(M2.4), 같은 날 23시 14분경(M2.3)에 본진과 같은 장소에서 전진으로 추정되는 지진이 발생했다. 본진은 약 20초 간격으로 발생한 두 번의 흔들림으로 이루어져 있다. 본진 발생 후 여진은 6월 1일 0시까지 유감 지진 211차례, 무감 지진이 828차례 발생했다. 6월 들어서는 6월 9일 21시 49분에 M6.1, 같은 날 22시 4분에 M5.9의 지진이 발생했으며 본진 발생 한 달 후인 6월 21일 15시 25분에 가장 큰 규모의 여진(M7.1)이 발생했다. 이 여진에서는 쓰나미가 관측되었다.
일본 기상청이 정식 명칭인 "일본해 중부 지진"(日本海中部地震)을 발표하기 전까지 일본 내 각 언론사에서는 편의상 명칭으로 공식적으로 남진 않은 "아키타 해역 지진"(秋田沖地震)이나 "일본해 아키타 해역 지진"(日本海秋田沖地震)이라는 단어를 사용했다.

### 매커니즘
사할린섬에서 일본 니가타현 해역까지 이어지는 동해 동연 변동대의 일본 열도 지역 호상지각과 동해 해양 지각 사이 경계 부근에서 발생하는 지진이다. 이후 상세 조사를 통해 판 경계형에 가까운 지진일 가능성이 높다는 게 밝혀졌다. 또한 약 1천년 전에도 비슷한 대지진이 발생했다고 추정된다.
아오모리현 니시쓰가루군 이와사키촌 해역 약 40 km 지점에 있는 길이 약 50 m, 폭 13 m 정도의 암초섬인 큐로쿠섬에서는 약 30~40 cm 정도 가라앉았다고 추정된다.
진원역의 모양은 ">" 모양으로 총 연장은 약 100 km이다. 여러 방법으로 분석한 결과 몇 가지 단층 파괴 모델이 제시되었다. 이 중 하나는 본진을 약 50초 동안 일어난 3차례의 하위 단층 파열 사건으로 구성한다. 첫 번째 단층 파열은 최초의 단층 파열 지점에서 북북동 방향으로 큐로쿠섬 서쪽 해역까지 진행되었다. 두번째 단층 파열은 첫 번째 단층 파열이 끝난 후 10초 지나 북북서 방향으로 진행해 북위 40.8° 부근에서 멈췄다. 세 번째 단층 파열은 두 번째 단층 파열이 멈춘 북위 40.8° 부근 지점에서 단층 파괴 방향이 북북서쪽으로 바뀌어 진행되었다.
또 다른 분석에 따르면 두 차례의 단층 파열로 구성된 주 단층파괴는 30~35 km 떨어진 곳에서 약 24~26초 간격으로 발생했다고 분석했다.

## 진도
아래는 일본 기상청 진도 계급 기준 진도3 이상을 관측한 도도부현의 목록이다.
| 진도 | 도도부현                                |
| ---- | --------------------------------------- |
| 5    | 아오모리현 아키타현                     |
| 4    | 홋카이도 이와테현 야마가타현            |
| 3    | 미야기현 후쿠시마현 니가타현 이시카와현 |

당시 진원과 가장 가까웠던 아키타현 노시로시에는 당시 아직 지진계가 설치되지 않았으나, 최대진도가 진도5 이상이었을 것으로 추정된다.

## 쓰나미
- 14m 이상 : 아키타현
- 7m : 대한민국 동해안

이 지진으로 일본의 동해 연안 지역에는 10m가 넘는 쓰나미가 밀려왔다. 사망자는 104명이었지만 이 중 100명은 쓰나미에 의해 사망했다. 또한 한반도와 소련에도 이 지진의 쓰나미가 덮쳤다.
대한민국에서는 울릉도에서 126cm, 속초시 묵호항에 최대 200cm가 넘는 쓰나미가 덮쳤으며 1명이 사망하고 2명이 부상, 2명이 실종되는 피해가 있었다.
1983년 5월 26일 13시 43분 동해시 속초 앞바다. 갑자기 동해안 바다수면이 최고 3m 폭으로 높아졌다 낮아지는 승강현상을 보인다. 밀물과 썰물의 차이도 최고 6m에 이른다. 곧이어 이 근방 항구들에서‘쾅!’하는 폭음이 들려온다. 수심 5m 정도의 항구 바닥이 드러날 정도로 한꺼번에 바닷물이 빠져나가면서 들려온 굉음이다. 10분 뒤, 갑자기‘쏵’하는 소리와 함께 이번엔 바닷물이 밀려왔다. 이날 동해안 지역은 갑작스러운 해일의 습격을 받은 것이다. 피해도 심각했다. 인명피해는 사망1명, 실종 2명, 부상 2명에 이재민 405명이 발생했다. 항구주변 선박 81척이 부숴지거나 물에 잠겼고 건물과 시설물 100여 곳이 피해를 입으면서 3억 7000만원의 재산피해를 낳았다.— [지진해일_한국지질자원연구원 보고서 분석]"한반도 지진해일, 동해안 북부가 가장 위험"

## 피해

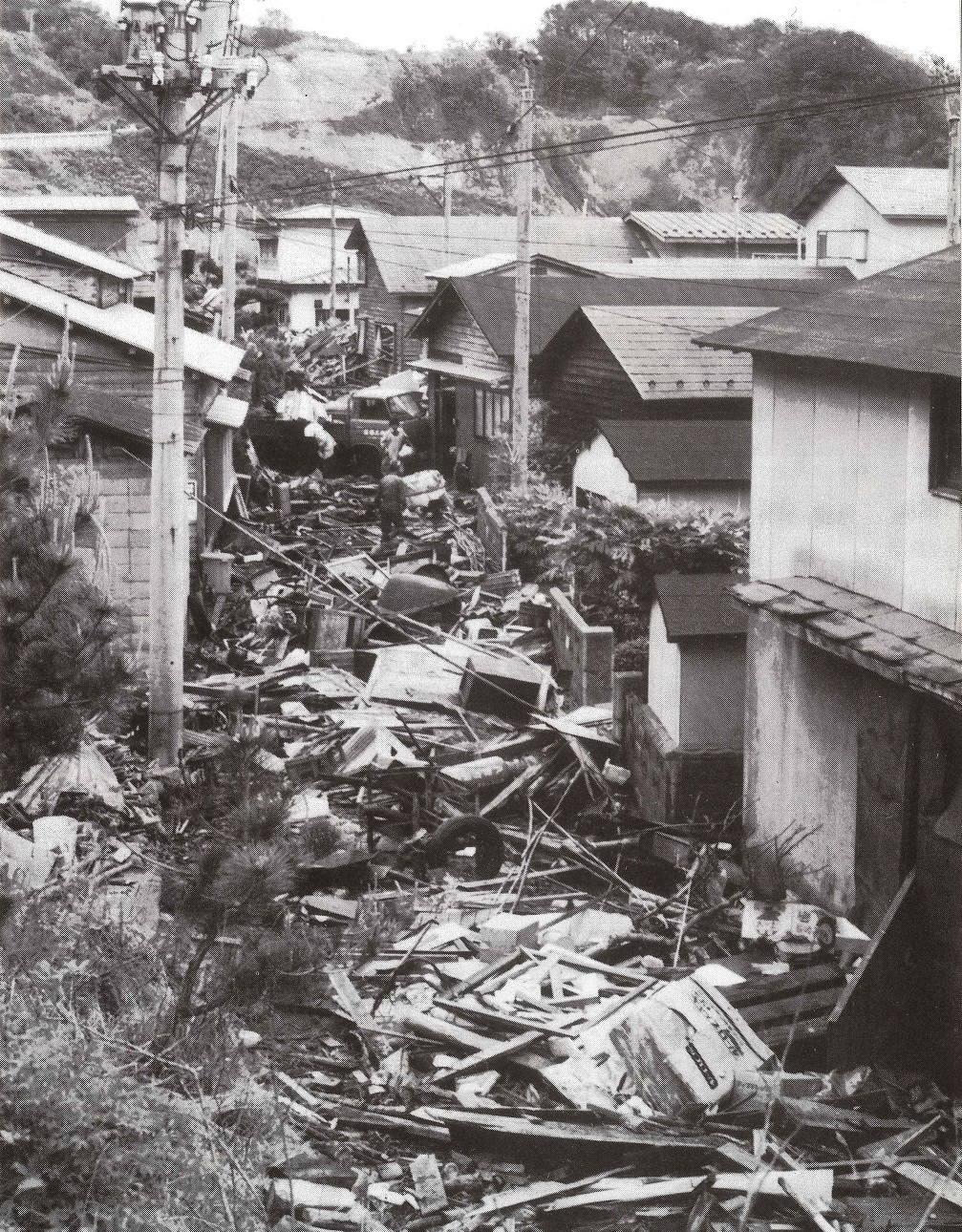
지진해일 피해(아키타현)

| 동해 중부 지진의 피해 | 동해 중부 지진의 피해 | 동해 중부 지진의 피해                  |
| --------------------- | --------------------- | -------------------------------------- |
| 일본피해              | 사망자                | 104명 (100명이 쓰나미에 의해 사망했다) |
| 일본피해              | 부상자                | 163명                                  |
| 일본피해              | 피해액                | 약 1500억엔                            |
| 한국피해 해일 한정    | 사망자                | 1명                                    |
| 한국피해 해일 한정    | 실종자                | 2명                                    |
| 한국피해 해일 한정    | 부상자                | 2명                                    |
| 한국피해 해일 한정    | 이재민                | 405명                                  |
| 한국피해 해일 한정    | 피해액                | 3억 7천만원                            |

## 같이 보기
- 동해 동연 변동대
- 홋카이도 남서쪽 해역 지진